# Gaetano Bazzi
Gaetano Bazzi (Torino, 1771 – 1843) è stato un attore teatrale italiano.
Capocomico, nel 1821 fondò la Compagnia reale sarda, di cui fu direttore fino al 1842. Nel 1845 uscì postuma la sua opera Primi erudimenti dell'arte drammatica.